# MacOS Monterey
MacOS Monterey (versie 12) is de achttiende editie van macOS, Apples client- en serverbesturingssysteem voor Macintosh-computers.
Monterey werd aangekondigd tijdens de Worldwide Developers Conference op 7 juni 2021 en kwam op 25 oktober 2021 beschikbaar als gratis download in de Mac App Store. Het is vernoemd naar de Baai van Monterey, een Californische kuststreek.

## Nieuwe functies
De grootste veranderingen aan het besturingssysteem zijn onder meer:
- De introductie van de toepassing Opdrachten om veelvoorkomende taken te automatiseren
- Universal Control, waarmee men met een enkel toetsenbord en muis een aparte iPad of Mac kan besturen
- Een nieuw ontwerp van de Safari-browser
- Ondersteuning voor AirPlay vanaf een iOS-apparaat of Mac-computer
- Verbeteringen aan FaceTime, zoals het delen van een scherm, of met anderen simultaan muziek luisteren of video bekijken

## Systeemvereisten
De volgende modellen zijn compatibel met macOS Monterey:
- iMac (eind 2015 of later)
- iMac Pro (eind 2017)
- MacBook (begin 2016 of later)
- MacBook Air (begin 2015 of later)
- MacBook Pro (begin 2015 of later)
- Mac mini (eind 2014 of later)
- Mac Pro (eind 2013 of later)

## Versiegeschiedenis
| Versie | Build   | Datum             | Opmerkingen                                      |
| ------ | ------- | ----------------- | ------------------------------------------------ |
| 12.0.1 | 21A559  | 25 oktober 2021   | Eerste publieke versie                           |
| 12.1   | 21C52   | 13 december 2021  | Diverse verbeteringen en toegevoegde functies.   |
| 12.2   | 21D49   | 26 januari 2022   | Diverse opgeloste fouten en beveiligingsupdates. |
| 12.3   | 21E230  | 14 maart 2022     | Nieuwe toegevoegde functies en verbeteringen.    |
| 12.4   | 21F79   | 16 mei 2022       | Nieuwe toegevoegde functies en verbeteringen.    |
| 12.5   | 21G72   | 20 juli 2022      | Diverse opgeloste fouten en beveiligingsupdates. |
| 12.6   | 21G115  | 12 september 2022 | Beveiligingsupdates.                             |
| 12.7   | 21G816  | 21 september 2023 | Beveiligingsupdates                              |
| 12.7.3 | 21H1015 | 22 januari 2024   | Beveiligingsupdates                              |